# Farghani

Farghani-Statue im al-Fargʻoniy-Park im heute usbekischen Fargʻona

Abu l-Abbas Ahmad ibn Muhammad ibn Kathir al-Farghani (arabisch أبو العباس أحمد بن محمد بن كثير الفرغاني, DMG Abu l-ʿAbbās Aḥmad ibn Muḥammad ibn Kaṯīr al-Farġānī)
Al-Farghani ist ein islamischer, mittelasiatischer Astronom des 8.–9. Jahrhunderts. Das genaue Datum seiner Geburt ist nicht bekannt. Historiker bestimmten ungefähr das Jahr 798. Der volle Name des Gelehrten ist Abul-Abbas Ahmad ibn Muhammad ibn Katir al-Farghani.

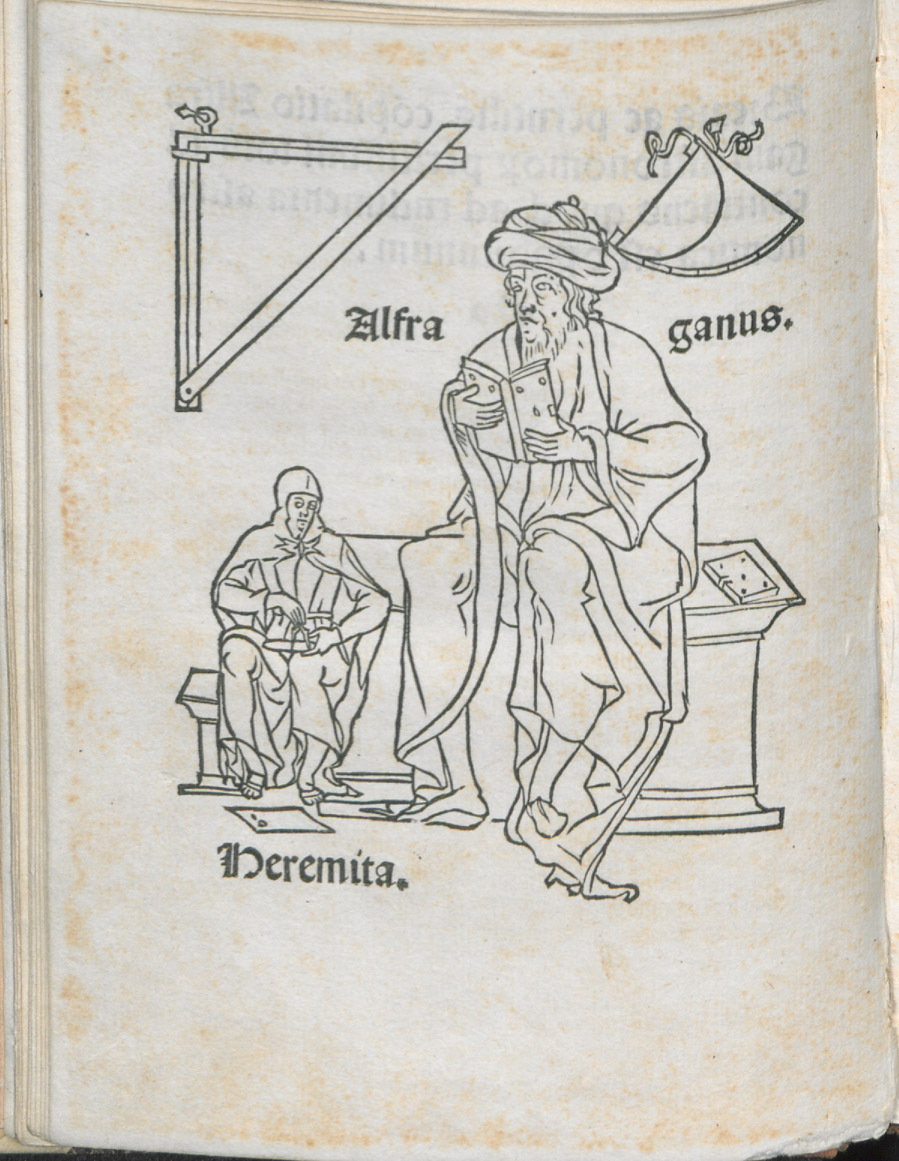
Porträt von Alfraganus, in Compilatio astronomica, 1493

Er stammte aus dem Ferghanatal in Zentralasien, vermutlich aus der Stadt Quva, lebte jedoch überwiegend in Bagdad am Hof des Kalifen al-Ma'mun. Im islamischen Kulturbereich nannte man ihn ehrenvoll Hosib (Mathematiker) und Munadschim ar-Rais (Hauptastronom). In Europa war er als Alfraganus bekannt. Er war Astronom und Ingenieur am Kalifenhof in Bagdad und später in Ägypten, wo er die Arbeiten am Nilometer von Roda leitete.
In der Akademie „Haus der Weisheit“ von Al-Ma’mun (Bagdad) leistete er einen großen Beitrag zur Astronomie, Mathematik und Geographie. Unter seinen Hauptwerken sind „Das Buch der astronomischen Bewegungen und kurze Darlegung der Wissenschaft der Sterne“, „Dreißig Elemente“, „Theoretische Berechnungen auf der Sphäre“, „Traktat über Zeit, wenn sich der Mond über und unter der Erde befindet“. Außerdem schrieb Al-Farghani Erläuterungen zum Werk „Almagest“ von Ptolemäus.
Als einer der ersten Gelehrten des Mittelalters bewies Al-Farghani den kugelförmigen Bau der Erde, ermittelte den Erddurchmesser und die Entfernung der Planeten. Er charakterisierte den 22. Juni als ‚der längste Tag’ im Jahr und den 23. Dezember als ‚der kürzeste Tag‘ im Jahr. Die Werke von Al-Farghani werden seit einigen Jahrhunderten in Europa als Lehrmittel benutzt. Zu seinen frühesten prominenten Rezipienten gehörte der Mathematiker und Astronom Johannes Regiomontanus, der ihm 1464 eine (nicht erhaltene) Vorlesung an der Universität von Padua widmete.
Im Auftrag seines Kalifen führte Farghani eine Berechnung des Erdumfangs durch. Um 2° des Erdumfangs zu ermitteln, ließ er die Diener des Kalifen 224 km Wüste per Hand vermessen. Er konnte damit den Erdumfang mit 99 % Genauigkeit errechnen.
Bis heute sind seine Werke von großer Bedeutung.
Auch der Mondkrater Alfraganus wurde nach ihm benannt.